# Hotel Transylvania 2
Hotel Transylvania 2 es una película de fantasía y comedia animada en formato 3D producida por Sony Pictures Animation. Es la secuela de la película de 2012, Hotel Transylvania. Está dirigida por Genndy Tartakovsky y escrita por Robert Smigel y Adam Sandler. El elenco de la película cuenta con Adam Sandler, Andy Samberg y Selena Gomez, entre otros.
Hotel Transylvania 2 tiene lugar siete años después de la primera película, con el hotel ahora abierto a los huéspedes humanos. Mavis y Johnny tienen un hijo pequeño llamado Dennis, cuya falta de habilidades de vampiro preocupan a su abuelo Drácula. Cuando Mavis y Johnny van a visitar a los padres de Johnny, Drácula llama a sus amigos para ayudarle a hacer a Dennis un vampiro. Sin embargo, la inesperada visita del padre odia-humanos de Drácula, Vlad, pronto pondrá cosas al revés.
La película se estrenó el 25 de septiembre de 2015. Hotel Transylvania 2 estableció un nuevo récord de taquilla por el mayor fin de semana en septiembre, con una recaudación de fin de semana de $ 48 500 000.

## Argumento
7 años después de la primera película,en 2019 Mavis y su novio Jonathan, alias "Johnny", ahora están casados, con la aprobación de su padre Drácula y el mundo se da cuenta (sin inmutarse) de la existencia de los monstruos. Una noche mientras Mavis volaba y jugaba en las nubes le revela a Drácula, a quien ya le conocen como "Drac", que está embarazada y un año más tarde,en 2020, ella da a luz a un niño llamado Dennis, que se hace amigo de la hija de Wayne, Winnie. Acercándose a su quinto cumpleaños,en 2025, a Dennis todavía no le crecen sus colmillos y Drac se preocupa de que su nieto podría no ganar poderes de vampiro. Al darse cuenta de los peligros de Transylvania, Mavis empieza a considerar llevarse a Dennis donde Johnny creció, para la desaprobación de Drac.
Drac le dice a Johnny (que tampoco quiere irse del hotel) que lleve a Mavis a California para visitar a los suegros, Mike y Linda, pero para asegurarse de mantenerla distraída, deja a Drac el cuidado de Dennis. Drac alista sus amigos, Frank, Wayne el hombre lobo, Griffin el Hombre Invisible, Murray la Momia y Blobby el Blob para ayudar a entrenar a Dennis a convertirlo en un monstruo, pero sin ningún resultado. Drac lleva Dennis a un campamento de verano, donde aprendió a perfeccionar sus habilidades de vampiro, y descubre que el campamento es seguro y ya que era el mismo de cuando estuvo allí. Fuera de la estupidez, Drac lanza sin saberlo a Dennis de una alta torre inestable para presionar a su transformación de una vez, pero lo rescata en el último segundo. La escena es filmada por los campistas y subido a Internet, lo que finalmente llega a Mavis y Johnny que deciden regresar rápidamente a Transylvania. Sin ningún tipo de vuelos disponibles, Mavis vuela directamente a Transylvania mientras carga a Johnny. El grupo de Drac llega al hotel un par de segundos después de Mavis llegara (Drácula llama a Mavis y ve su evidente enojo hacia él y baja el teléfono para encontrarla cómicamente enfrente suyo con la misma mirada furiosa), ella airadamente regaña a su padre por poner a Dennis en grave peligro y su incapacidad para aceptar que él es un ser humano, prometiendo salir del hotel después de los cinco años de Dennis el próximo miércoles.
Mavis invita a Vlad, su abuelo, el padre de Drac y el bisabuelo de Dennis, a la fiesta de cumpleaños de Dennis. Como Vlad es mucho peor de lo que era Drac cuando se trata de los humanos (con Drac diciendo que iba a "robar sus almas"), Drac le dice a Johnny que hagan una fiesta donde los humanos se disfracen de monstruos. Vlad recibe la invitación y llega con su monstruoso murciélago siervo Bela para conocer a su bisnieto por primera vez. Al conocerlo, él cree que el miedo hará que los colmillos de Dennis broten y posee a un actor de teatro vestido como el monstruo de televisión favorito de Dennis, "Kakie el Monstruo del Pastel", para asustar a Dennis, pero Drac protege su nieto en el último momento y expone el engaño a Vlad, quien se indignó de que Drac haya aceptado a los humanos como huéspedes en su hotel. Drac se enfrenta a su padre hablándole acerca de cómo los humanos son diferentes ahora, sin embargo Bela al ver los humanos se enoja y creyendo que Dennis es uno de ellos, va tras el.
Mavis se molesta con el comportamiento de su abuelo y mientras la familia se pelea, Dennis huye lamentablemente del hotel (seguido por Bela) y entra en el bosque con Winnie, ocultándose en su casa del árbol, pero son atacados por Bela, quien tiene planeado tomar a Winnie y al nieto de Vlad como prisioneros, a Winnie por estar aliada con un humano y a Dennis por ser mitad humano, y lo que es peor, quiere destruir el hotel, en ese momento Winnie le muerde en la mano a Bela y este la lanza contra el suelo, Dennis, muy enfurecido, hace que sus colmillos salgan y sus poderes se manifiestan y finalmente se transforma en un verdadero vampiro, Bela lo suelta y Dennis le ruge lanzándolo contra un árbol, Bela también ruge y llama a sus secuaces murciélagos gigantes. En ese momento ayuda a levantar a Winnie, pero Bela sigue en pie y les lanza una roca grande, pero Dennis todavía con furia destruye la roca, se transforma en murciélago y usando su increíble fuerza combate a Bela, Mavis y Drac encuentran a Dennis peleando con el y ven felices que ahora Dennis tiene sus poderes y finalmente le da un puñetazo potente que lo lanza contra la pared del campo de tenis, luego Dennis vuelve a ser como estaba y la familia lo encuentra alegres de que este bien, pero momentos después Dennis detecta con sus poderes que la pandilla de Bela se acerca, entonces Dennis vuelve a transformarse y pelea contra ellos, su madre Mavis y su abuelo Drac se unen a la pelea, Drac golpea a unos cuantos y luego detiene con sus poderes a una oleada que venía hacia el, se hace a un lado y desactivando el efecto estos se chocan, uno de los murciélagos gigantes estaba a punto de atrapar a Dennis pero Mavis lo golpea, luego se enfrenta otros dos gigantes y se transforma en un ratón, asustándolos y luego tirándoles unas piedras encima con sus poderes, Murray, Frank, Wayne, Blooby y los demás monstruos se unen en la batalla, Frank furioso aplasta a uno con sus puños, Wayne salta sobre otro y le muerde en la oreja, pero este lo tira al suelo y otros dos aparecen a atacarlo, pero en ese momento llama a sus 300 hijos varones que se tiran sobre ellos y empiezan a morderlos, Vlac llega en ese momento viendo como todos sus sirvientes están atacando a su familia. Finalmente derrotan a todos los murciélagos ciervos. Dennis, feliz de que ya es un monstruo, le pregunta a su abuelo si es cool, pero el le dice que es perfecto tal como es, entonces Mavis decide que mejor es tener a Dennis en Transylvania, luego Winnie aparece y lamea alegremente a Dennis, sin embargo, unos segundos después Bela vuelve a aparecer, toma una estaca y trata de matar a Johnny, pero en ese momento Vlad aparece, muy enojado con su sirviente por haber intentado atacar a su bisnieto, le dice: "No te vuelvas a acercar a mí, ni a mi familia, nunca", entonces lo encoge a un tamaño diminuto, Bela trata de huir, pero es acorralado por hijos de Wayne que lo agarran y empiezan a lamerlo sin parar, como si fuera un juguete. Drac le dice a Vlad que salvó a un humano, y Vlad dice que le da igual si no poseía esos colmillos. Finalmente, la fiesta en el Hotel Transylvania se reanuda y termina con todos bailando.

## Elenco
Familia Drácula
- Asher Blinkoff como Dennis
- Adam Sandler como Drac el Conde Drácula, el dueño y gerente del Hotel Transylvania, padre de Mavis y ahora abuelo de Dennis.
- Andy Samberg como Jonathan, el esposo humano de Mavis, casado con ella y ahora padre de Dennis.
- Selena Gomez como Mavis, la hija de Drácula, y ahora madre de Dennis y esposa de Johnny y nieta de Vlad.[1]
  - Sunny Sandler como Dennis (bebe)
- Mel Brooks como Vlad, el Padre de Drácula, abuelo de Mavis y ahora bisabuelo de Dennis.
- Rob Riggle como Bella, sirviente de Vlad.

Amigos de Drácula
- David Spade como Griffin (El Hombre Invisible), uno de los mejores amigos de Dracula.[2]
- Keegan-Michael Key como Murray (La Momia), uno de los mejores amigos del Conde Drácula.
- Kevin James como Frank (El Monstruo de Frankenstein), uno de los mejores amigos de Drácula.
- Steve Buscemi como Wayne (El hombre lobo), uno de los mejores amigos de Drácula.
- Jonny Salomón como Blobby, un monstruo gelatinoso verde. Blobby está basado en el Monstruo de la película The Blob.
- Troy Baker como Cardinal, debut Drak la filme
- Fran Drescher como Eunice, la esposa de Frank.
- Molly Shannon como Wanda, mujer lobo esposa de Wayne.
- Sadie Sandler como Winnie, la hija de Wayne y Wanda y la mejor amiga de Dennis.

Familia de Johnny
- Nick Offerman como Mike, el padre de Johnny.
- Megan Mullally como Linda, la madre de Johnny.

Secundarios
- Dana Carvey como Dana, el director del campamento vampiro.
- Jon Lovitz como Erik (Fantasma De la Ópera), músico residencial de Hotel Transylvania.
- Chris Parnell como el Fly, instructor de fitness del Hotel Transylvania.

## Doblaje
| Personaje    | Actor original     | Actor de Doblaje     | Actor de Doblaje  |
| ------------ | ------------------ | -------------------- | ----------------- |
| Dracula      | Adam Sandler       | Germán Fabregat      | Santiago Segura   |
| Mavis        | Selena Gomez       | Violeta Isfel        | Clara Lago        |
| Jonathan     | Andy Samberg       | Cristóbal Orellana   | Dani Martínez     |
| Frankenstein | Kevin James        | Mauricio Castillo    | Mario Vaquerizo   |
| Eunice       | Fran Drescher      | Mimí                 | Alaska            |
| Wanda        | Molly Shannon      | Xotchil Ugarte       | Mónica Pérez      |
| Vlad         | Mel Brooks         | Ignacio López Tarso  | Arturo Fernández  |
| Bella        | Rob Riggle         | Humberto Vélez       | Ramón Canals      |
| Wayne        | Steve Buscemi      | Eduardo Tejedo       | Luis Villanueva   |
| Griffin      | David Spade        | Ricardo Tejedo       | Joan Pera         |
| Murray       | Keegan-Michael Key | Enrique Cervantes    | Xavier de Llorens |
| Mike         | Nick Offerman      | Rubén Moya           | Pep Ribas         |
| Linda        | Megan Mullally     | Maggie Vera          | Nuria Doménech    |
| Dana         | Dana Carvey        | Luis Alfonso Mendoza | Pep Papell        |

## Recepción
En Rotten Tomatoes, la película recibió una clasificación de 55%, con base en 100 críticas, con un puntaje promedio de 5.2/10. El consenso del sitio dice: "Hotel Transylvania 2 es marginalmente mejor que la original, lo cual puede ser o no ser suficiente una recomendación para ver 89 minutos de chistes cursis coloridamente animados de Adam Sandler y compañía."

## Premios y nominaciones
| Premio             | Categoría                            | Persona      | Resultado |
| ------------------ | ------------------------------------ | ------------ | --------- |
| Kids'Choice Awards | Mejor película familiar favorita     | Selena Gomez | Nominado  |
| Kids'Choice Awards | Voz favorita de una película animada | Selena Gomez | Nominada  |

## Secuela
El 2 de noviembre de 2016 Sony Pictures anunció que Hotel Transylvania 3: Summer Vacation sería estrenada en julio de 2018.